# Chelsea pensioner
« Chelsea pensioner » est le terme usuel désignant un résident du « Royal Hospital Chelsea », une maison de retraite et de soins pour les retraités de l'armée britannique située dans le quartier de Chelsea à  Londres. Historiquement le terme s'appliquait cependant aussi bien aux pensionnaires de l'institution (les « in-pensioners ») qu'aux retraités de l'armée non-résidents (les « out-pensioners »).
Il est illégal de se faire passer pour un « pensioner », ce délit ayant même à une époque été passible de la peine de mort.

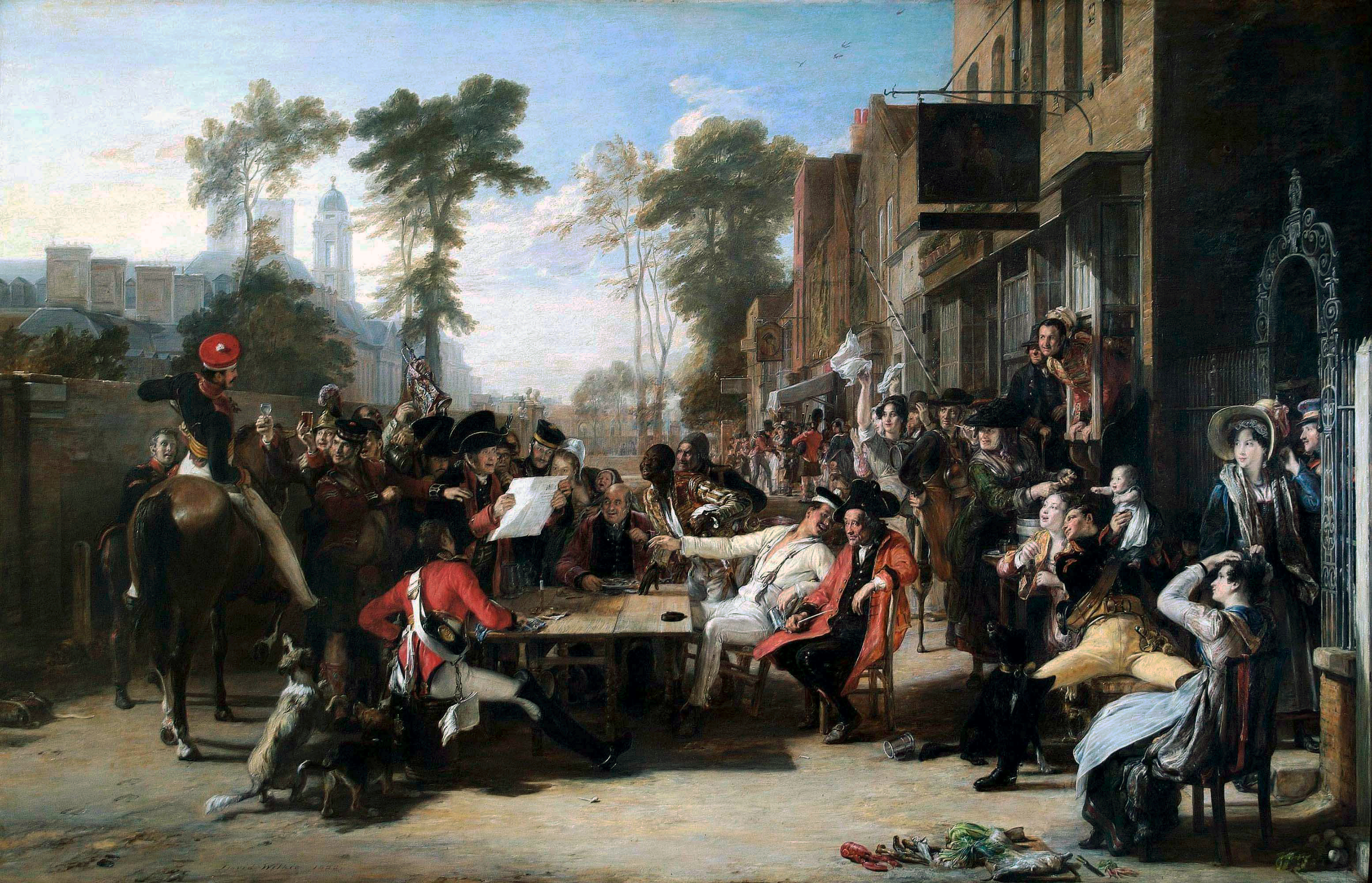
The Chelsea Pensioners reading the Waterloo Dispatch (1822). Œuvre de Sir David Wilkie, Apsley House, The Wellington Museum, Londres.

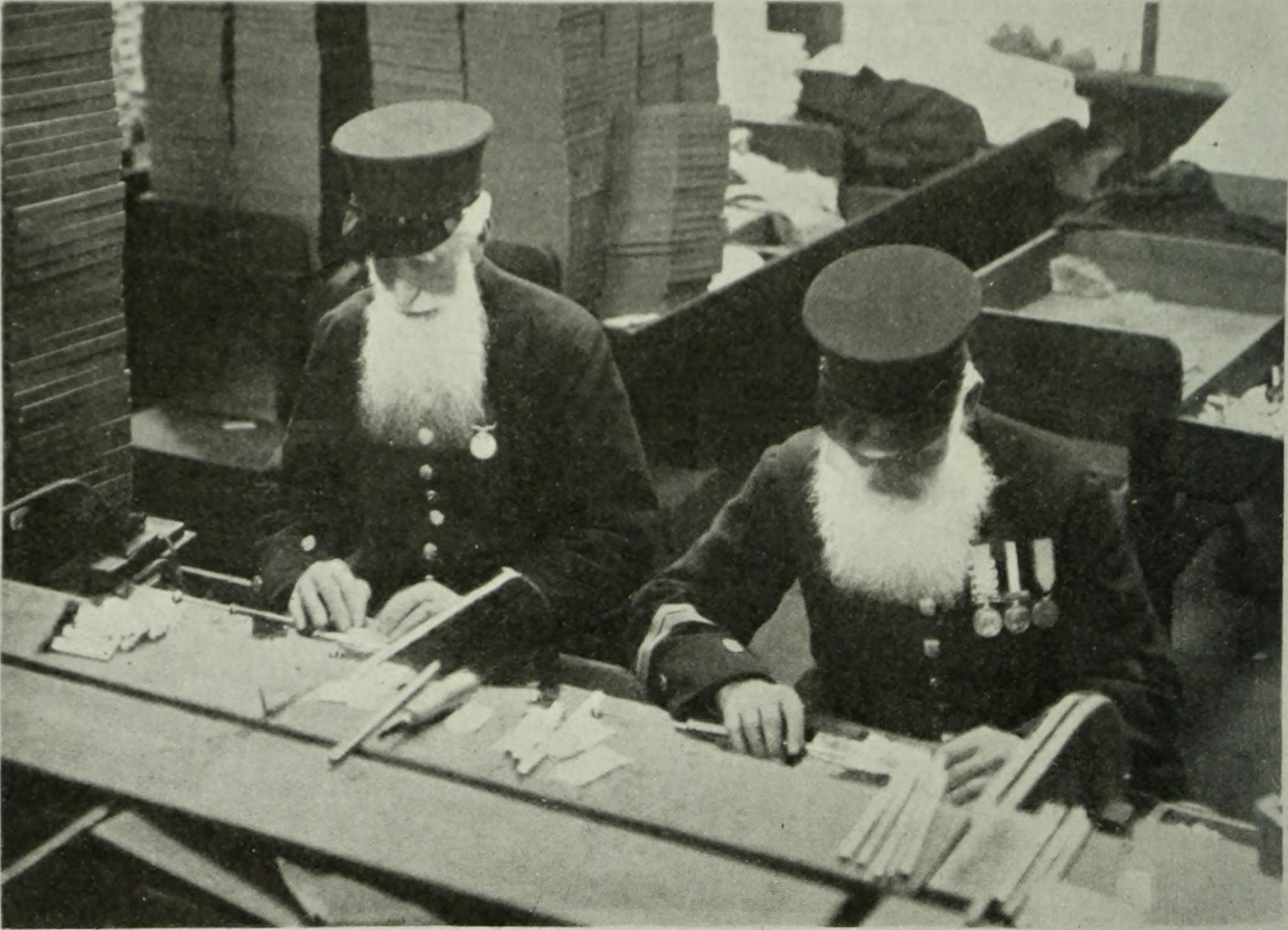
1914.

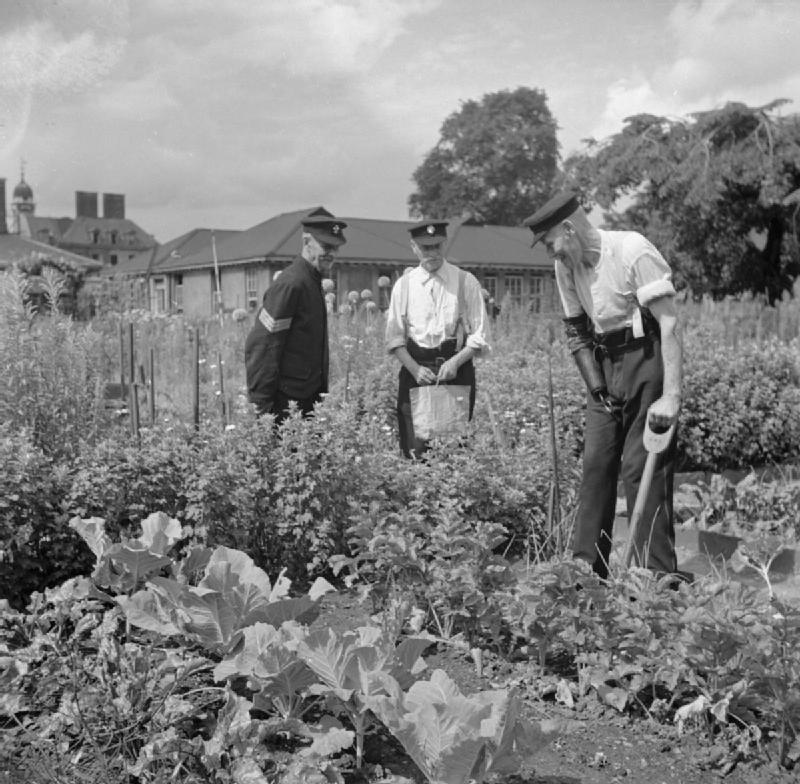
1945.

## Les «In-» et les «Out-pensioners»

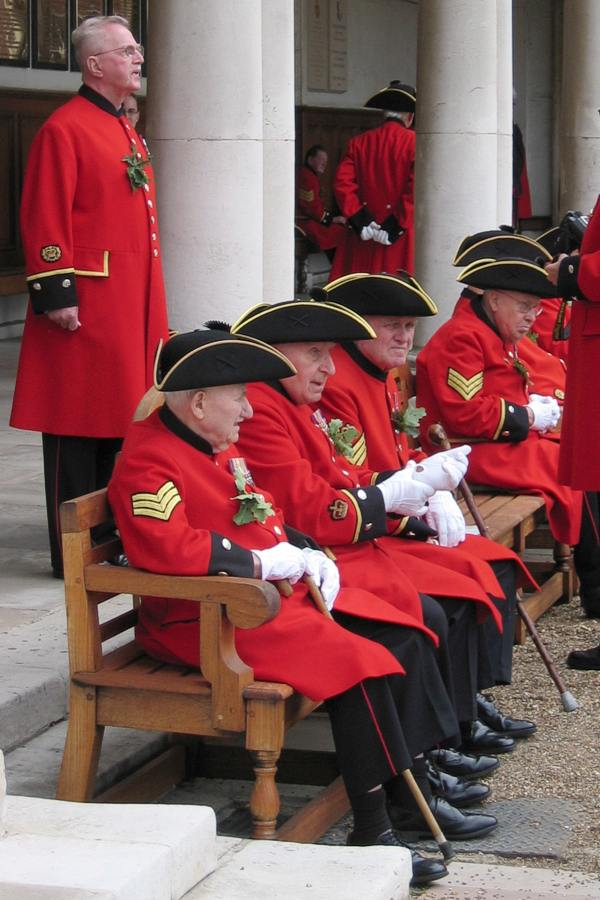
Des « Chelsea pensioners » en redingote rouge et tricorne lors de la commémoration de la fondation du « Royal Hospital Chelsea ».

Sous le règne du roi James II, le « Royal Hospital » était encore en construction et il introduisit dès lors un système de pension militaire en 1689, cette pension étant due aux anciens soldats qui avaient été blessés au combat ou ayant plus de vingt ans de service.
Lorsque l'hospice fut terminé, il y avait plus de pensionnés que de places disponibles au sein de l'institution. Les ayants droit à la retraite militaire qui ne pouvaient y être hébergés furent donc qualifiés « out-pensioners », recevant leur pension du  « Royal Hospital » mais vivant à l'extérieur de ses murs. Les « In-pensioners » remettaient leur pension de retraite à l'institution et vivaient au sein de celle-ci.
En 1703, on ne comptait que 51 « pensionnaires externes » - en 1815 ce chiffre était passé à 36.757.
Le « Royal Hospital » assura le versement des pensions militaires jusqu'en 1955, à la suite de quoi le terme « out-pensioner » commença à être moins utilisé, celui de « Chelsea pensioner » restant attaché aux résidents.

## Conditions d'admission
Pour être admis comme résident, un candidat doit :
- Être un ancien sous-officier ou soldat du rang de l'armée britannique - les officiers étant admis s'ils ont au moins 12 ans de service comme sous-officiers ou s'ils sont devenus bénéficiaires d'une pension d'invalide de guerre lorsqu'ils servaient dans les rangs,
- Bénéficier d'une pension d'invalide de guerre ou d'une pension de retraite de l'armée,
- Être âgé de 65 ans ou plus (l'accès peut toutefois être refusé à un candidat souffrant d'un handicap grave ou d'une maladie incurable non-létale à brève échéance mais nécessitant des traitements lourds) ;
- Ne pas avoir de personnes à charge (conjoint, famille, ..)[1].

Jusqu'en 2009, seuls les pensionnaires masculins étaient admis. Il avait été annoncé en 2007 que d'anciennes engagées pourraient être admises après modernisation des « quartiers ». Les premières résidentes, Winifred Phillips et Dorothy Hughes, ont été admises en mars 2009,.

## La vie des résidents

### L'hébergement

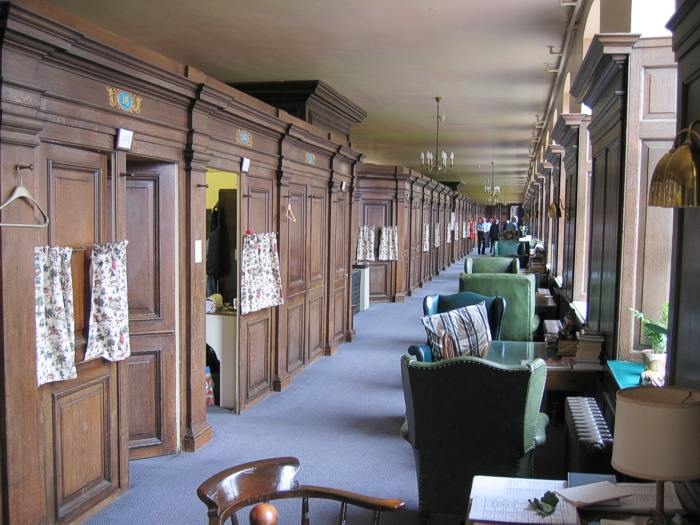
Un « quartier » au sein du « Royal Hospital Chelsea ».

À son arrivée au « Royal Hospital », chaque futur résident se voit attribuer un « carré » (litt. : « a berth » - une couchette - par référence aux usages de la Marine) dans un « quartier » aménagé le long d'un long corridor et est intégré au sein d'une « compagnie ». Les « pensioners » rendent leur pension de retraite à l'institution et reçoivent gîte, couvert, habillement et soins médicaux en retour..
La taille des chambres individuelles a augmenté au fil des ans, un « quartier » en comptant 18.
Les résidents sont libres de leurs allées et venues hors du foyer.

### La tenue

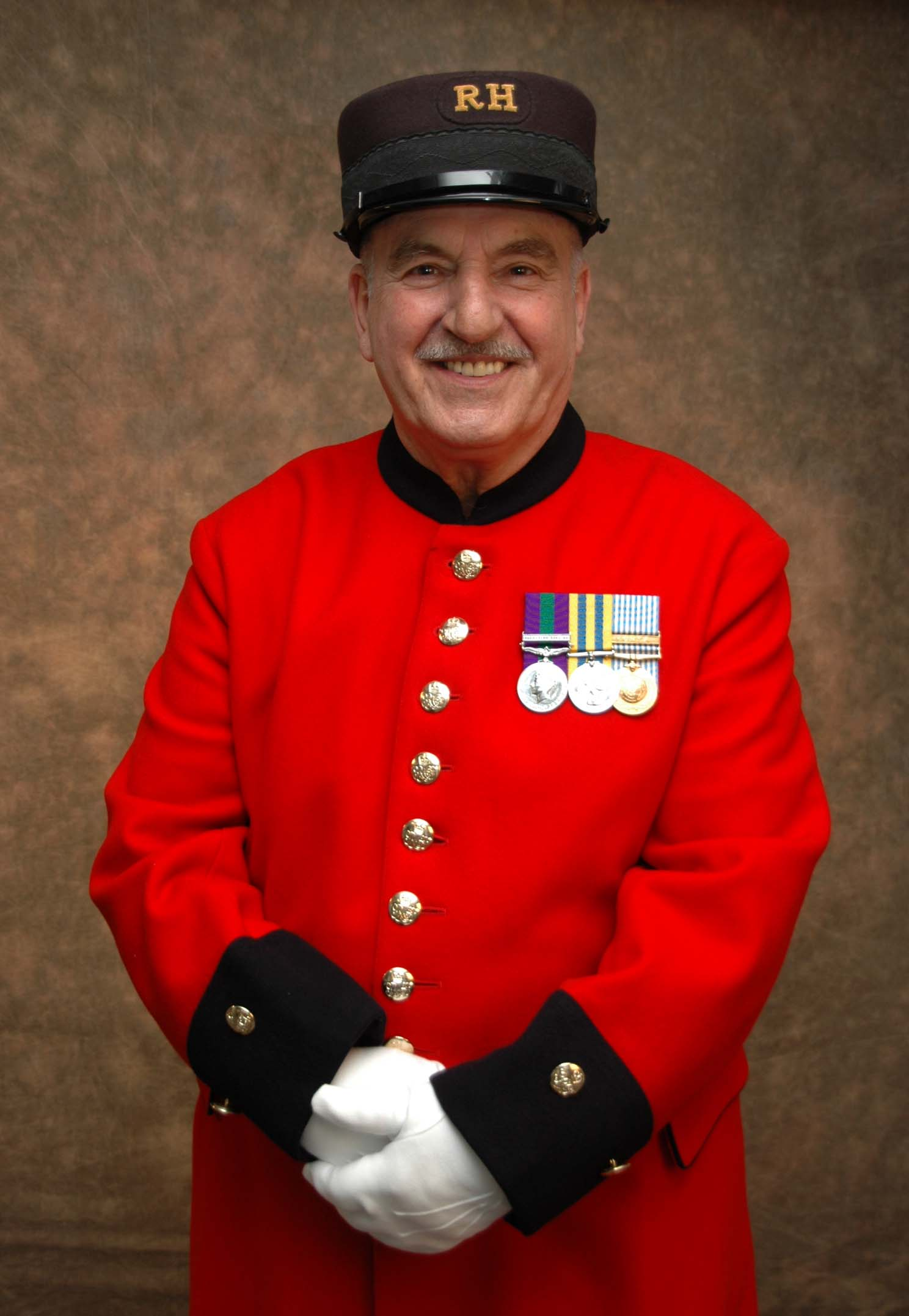
Variante de la tenue avec la casquette timbrée des initiales « RH » pour « Royal Hospital ».

Les résidents sont autorisés à porter des tenues civiles ordinaires lors de leurs déplacements. Toutefois, intramuros et dans ses abords immédiats, ils sont invités à porter l'uniforme bleu de l'institution. S'ils s'éloignent de l'établissement, ils sont conviés à porter la célèbre redingote rouge et le tricorne plutôt que l'uniforme bleu. Cette tenue si caractéristique est aussi portée lors des cérémonies commémoratives et en fait des figures emblématiques et très populaires des quartiers de Chelsea et de « Victoria Station » ou des abords de « St James's Park » et du Palais de Buckingham.
En uniforme, les résidents portent médailles, décorations et insignes de grade dont ils étaient titulaires dans l'armée. Ils peuvent aussi porter d'autres distinctions qu'ils ont acquises pendant leur temps de service et de nombreux vétérans arborent désormais les ailes de parachutiste et même les insignes de qualification  du SAS.

## Anecdotes
Lors de la saison de football 2010-2011, l'équipe de Chelsea a rendu hommage aux pensionnaires de l'institution - réputés pour leur vareuse écarlate - en arborant une bande rouge sur sa tenue traditionnelle bleue.